# Проценко, Олег Валерьевич
Олег Валерьевич Проценко (род. 11 августа 1963, Сольцы, Новгородская область) — советский легкоатлет (тройной прыжок), чемпион СССР, призёр чемпионатов Европы и мира, призёр Кубка мира, победитель соревнований «Дружба-84», Заслуженный мастер спорта СССР (1984).

## Биография
Начал заниматься лёгкой атлетикой в 1976 году в комплексной ДЮСШ в городе Жуковский (Московская область) под руководством Вячеслава Николаевича Лихушина. В 1984 году победил на играх соревнованиях «Дружба-84» (17,46 м). В 1986 году стал серебряным призёром чемпионата Европы в Штутгарте с результатом 17,28 м. В следующем году стал чемпионом СССР в помещениях (17,48 м) и серебряным призёром чемпионата мира в Индианаполисе (17,26 м). На летних Олимпийских играх 1988 года в Сеуле занял 4 место с результатом 17,38 м.
Обладатель рекорда Европы (17,69 м, Ленинград, 1985). В 1987 году установил рекорд мира для помещений (17,67 м, Осака).

## Спортивные результаты
- Чемпионат СССР по лёгкой атлетике в помещении 1987 года — ;